# Еррум
Еррум (норв. Gjerdrum) — коммуна в губернии Акерсхус в Норвегии. Административный центр коммуны — город Аск. Официальный язык коммуны — букмол. Население коммуны на 2007 год составляло 5464 чел. Площадь коммуны Еррум — 83,19 км², код-идентификатор — 0234.

## История населения коммуны
Население коммуны за последние 60 лет.

Статистика коммуны Еррум